# Jaral del Progreso (kommun)
Jaral del Progreso är en kommun i Mexiko.   Den ligger i delstaten Guanajuato, i den centrala delen av landet, 230 km nordväst om huvudstaden Mexico City.
Följande samhällen finns i Jaral del Progreso:
- Jaral del Progreso
- San José del Cerrito de Camargo
- El Molinito
- Los Llanitos
- Colonia de la Cruz
- El Colorado
- Las Islas
- San Ramón